# Cimitero di San Pietro in Vincoli
Il cimitero di San Pietro in Vincoli, oramai in disuso come cimitero, ma attuale spazio culturale, sorge in Torino nell'omonima via del quartiere Aurora. È stato il primo cimitero della città sabauda, edificato nel 1777 fuori dalle mura cittadine su progetto dell'architetto Francesco Valeriano Dellala di Beinasco.

## Storia
Nel 1777, con il decreto del 25 novembre che vietava per motivi igienici la pratica delle inumazioni presso le chiese, il re Vittorio Amedeo III dispose la costruzione di appositi cimiteri per la sepoltura dei defunti. Fu così che si diede avvio alla costruzione di un'opera che rappresentava il primo cimitero costruito fuori dalla cinta muraria cittadina.
Il nuovo cimitero era però di piccole dimensioni, risultando in pochi anni sovraffollato, oltre che carente dal punto di vista sanitario poiché d'estate i cadaveri, essendo seppelliti in modo caotico e approssimativo, emanavano un fetore intollerabile per gli abitanti delle zone vicine. Con la costruzione del cimitero monumentale, a partire dal 1829 il cimitero di San Pietro in Vincoli cadde in uno stato di disuso e pochi anni dopo fu chiuso al pubblico e adibito alla sola inumazione dei giustiziati (oltre ai defunti nelle cappelle private). 
Nel 1852, a seguito dello scoppio della polveriera del vicino arsenale militare, il cimitero subì gravi danni e nel 1854 venne decisa la sua abolizione anche come cimitero dei giustiziati. Le sepolture nelle cappelle private ebbero luogo ancora sino al 1882.
Per lungo tempo oggetto di vandalismo, profanazioni e teatro di messe nere, nel 1988 venne radicalmente ristrutturato. Gran parte dei resti dei cadaveri (tranne le cripte del prato centrale che sono state sigillate) sono stati trasferiti al cimitero monumentale. 

## Spazio Culturale

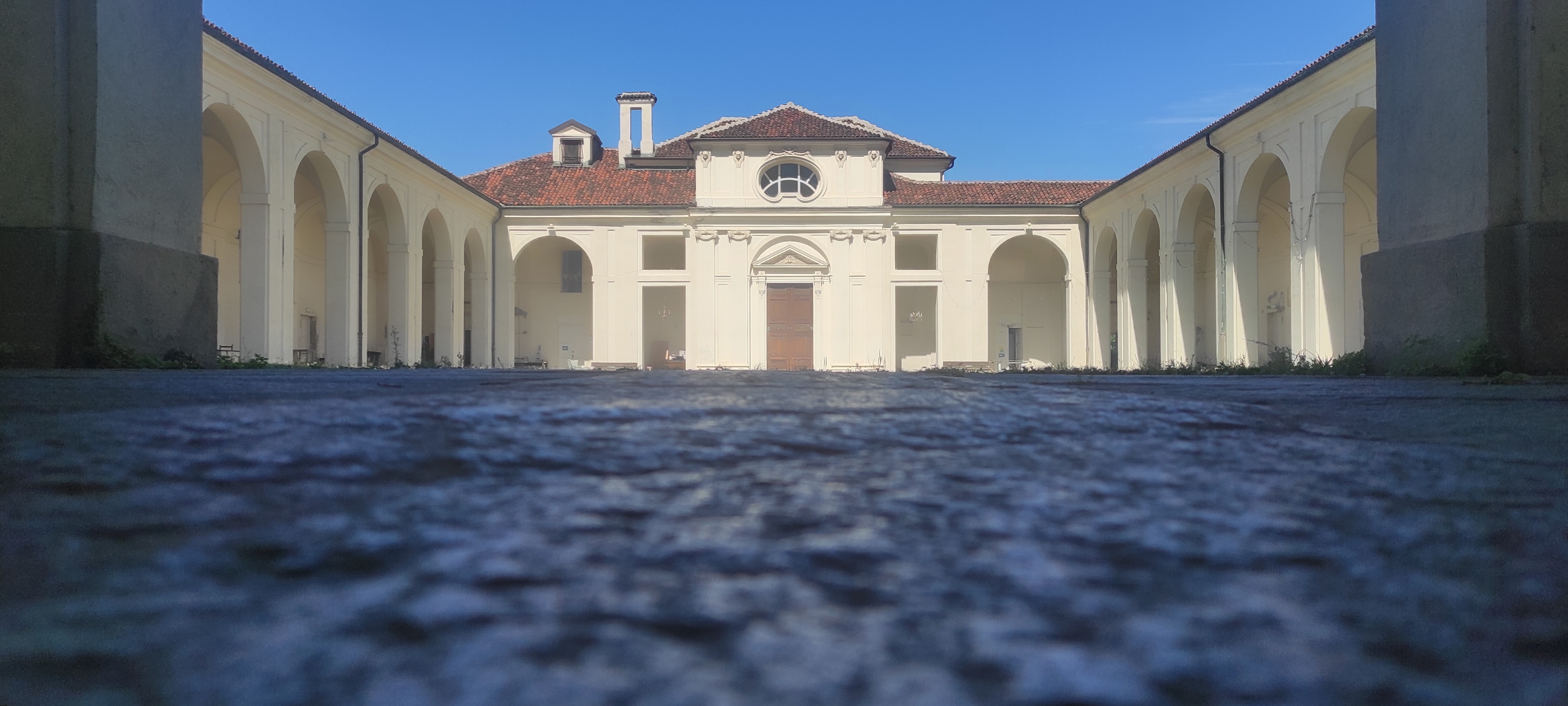
Ex-cimitero San Pietro in Vincoli - Spazio Culturale - Estate 2023 -

Attualmente l'area dell'ex-cimitero è adibita a luogo di eventi culturali e spettacoli teatrali. L'ex-chiesa ospita: un piccolo teatro di circa 90 posti, la stagione teatrale da ottobre a maggio, prove delle compagnie teatrali residenti, altre residenze artistiche, workshop, eventi culturali ed artistici, festival. Le attività culturali sono organizzate e gestite da L.U.P.A. - Libera Università della Persona in Armonia, LabPerm - Laboratorio Permanente di Ricerca sull'Arte dell'Attore di Domenico Castaldo e l'impresa culturale A.M.A. Factory (ACTI Teatri Indipendenti - Il Mulino di Amleto) con direzione artistica di Beppe Rosso, Barbara Mazzi e Marco Lorenzi. Gli uffici si trovano all'interno del cortile.

## Struttura

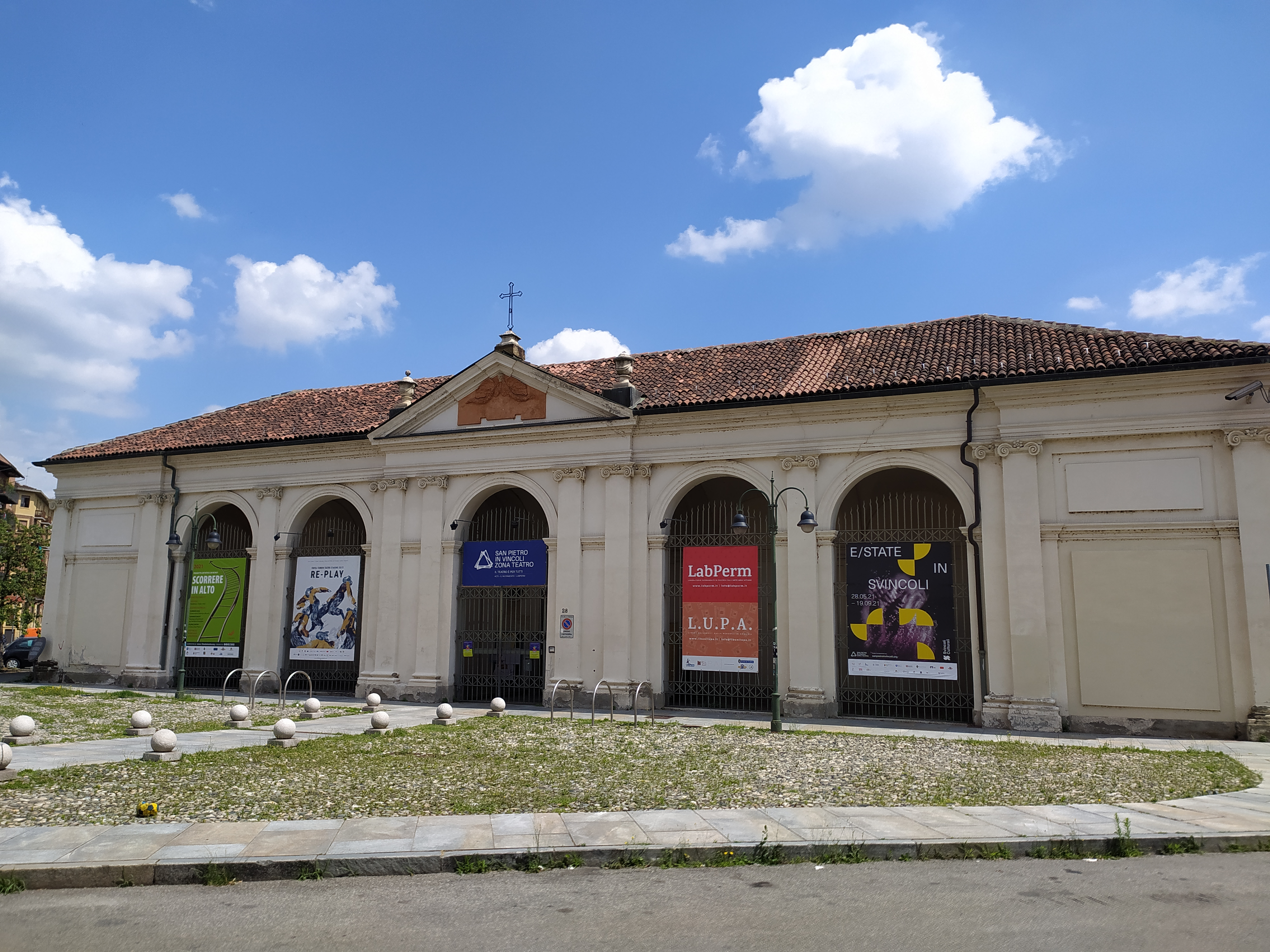
Cimitero San Pietro in Vincoli - Estate 2021 -

Il cimitero si presenta con una tipologia a corte e porticato coperto su 3 lati. Sulla facciata, in stile neoclassico, compaiono 2 ordini di lesene: la prima presenta capitelli con ghirlande, mentre l'altra raffigura teschi alati; sul timpano del pronao è rappresentato l'angelo della morte.
Lo spazio centrale è adibito ad ossario, circondato da 44 pozzi adibiti a sepoltura comune per le salme dei non abbienti, mentre sotto i portici (quindi al coperto) ci sono 72 tombe private, distribuite tra lapidi e busti, dove venivano seppelliti i nobili (famiglie Saluzzo di Paesana, Alfieri di Sostegno, Vernazza).

Attorno al cimitero venne riservata un'area per i non battezzati ed i morti suicidi ed un'altra per gli impiccati e gli esecutori di giustizia.

### Monumenti
All'ingresso del cimitero compariva una piccola cappella funeraria al cui interno vi era una statua di stile neoclassico denominata La morte velata, in pratica una figura di donna con il volto coperto da un velo che le conferiva l'aspetto di un fantasma con sembianze femminili. Tale statua fu realizzata nel 1794 dallo scultore Innocenzo Spinazzi in commemorazione della prematura morte (1792) della principessa russa ventottenne Varvara Belosel'skij, moglie di Aleksandr Michajlovič Belosel'skij-Belozerskij, ambasciatore russo presso la corte sabauda.
Nel 1975 la statua è stata rimossa, per motivi di cattiva conservazione, ed è ora custodita all'interno della Galleria di Arte Moderna, dove è visibile a tutti.

## Denominazione popolare
I torinesi affibbiarono al cimitero la denominazione San Pé dij còj (in italiano: "San Pietro dei cavoli"), a causa dell'assonanza con còj della piemontesizzazione della parola "Vincoli" che diveniva Vincòj.
Era anche noto come "Cimitero degli impiccati", essendo  situato in prossimità del Rondò della Forca e sede di sepoltura dei giustiziati, come si può leggere nella targa multilingue di informazione turistica posta all'ingresso.